# Central Statistics Office of Ireland
Le Central Statistics Office (CSO) (en irlandais : An Phríomh-Oifig Staidrimh) est l'agence officielle irlandaise chargée d'établir les statistiques du pays. Les sondages et statistiques porte sur l'économie, la vie sociale, les activités et les conditions de vie en Irlande.
Il est responsable du recensement qui a lieu tous les cinq ans. L'agence rapporte directement au Taoiseach et son siège se situe dans la ville de  Cork.  

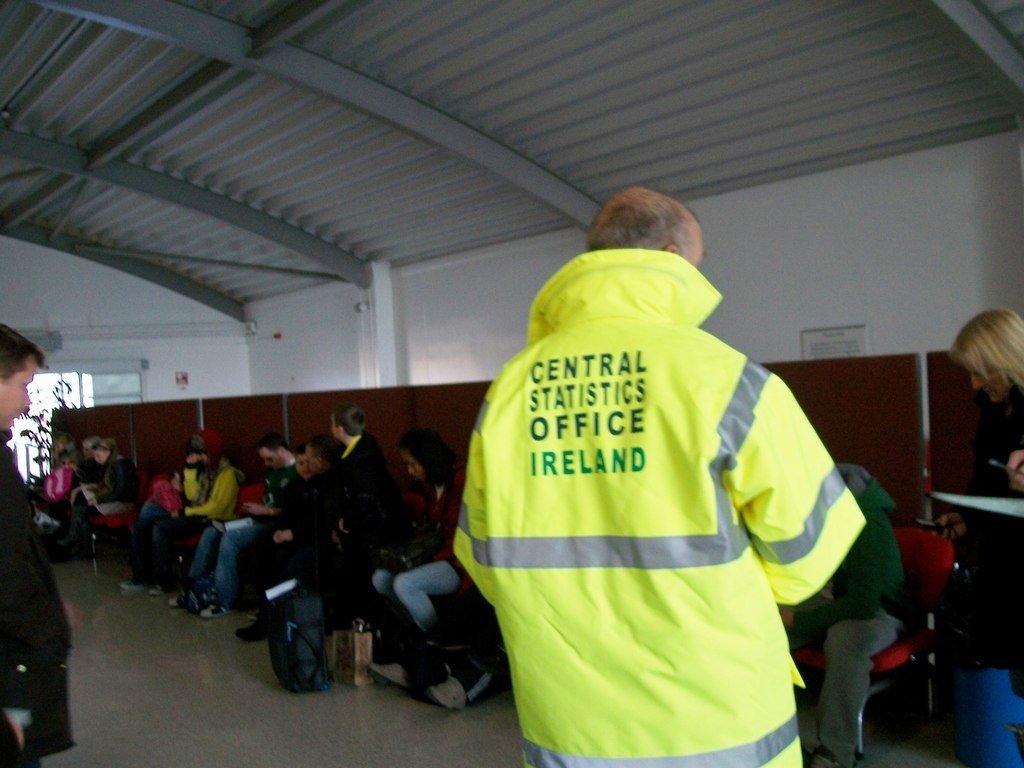
Un agent de l'Office au port d'Holyhead (Pays de Galles) en 2010.

## Histoire
L'office des statistiques existe en Irlande depuis 1841, date du premier recensement réalisé par le  Royal Irish Constabulary.
À la création de l'Irish Free State en 1922, les statistiques sont élaborées par la branche Statistiques du Département des Entreprises, du Commerce et de l'Emploi (Irlande) jusqu'en 1949.
Le CSO existe  en tant qu'agence indépendante dédiée au sein du cabinet du Premier ministre depuis juin 1949. Son activité s'est progressivement accru dans les décennies suivantes, particulièrement à partir de 1973 lorsque l'Irlande a rejoint la Communauté Européenne.
Le CSO  a été créé statutairement par le  Statistics Act, 1993  afin de réduire le nombre d'agences nationales chargées des statistiques.

## Actualités
En septembre 2020, le recensement quinquennal prévu entre le 18 avril 2021 et le 3 avril 2022 a été reporté à cause de la Pandémie de Covid-19,.

## Direction de l'agence
L'actuel directeur général est Pádraig Dalton nommé en mai 2012 .